# 想像を絶するテレビ
想像を絶するテレビ（そうぞうをぜっするてれび）は、2014年9月25日と2015年12月10日と2016年9月22日に読売テレビ制作・日本テレビ系列にて放送された特別番組（情報バラエティ番組）である。

## 概要
見た瞬間に思わず叫んでしまうような、想像をはるかに超える生物やハプニング、雑学を紹介。

## 司会者
- 沢村一樹
- 小島瑠璃子

## ゲスト
第1回
- ビビる大木
- 西内まりや
- 勝俣州和
- はるな愛
- 綾部祐二（ピース）

第2回
- 関根勤
- 森公美子
- 村本大輔
- 東貴博
- 井戸田潤
- 平愛梨
- 福原遥

第3回
- 関根勤
- ウエンツ瑛士
- カズレーザー（メイプル超合金）
- ケンドーコバヤシ
- 澤部佑（ハライチ）
- 平愛梨
- 滝沢カレン
- 永瀬匡
- 久本雅美
- YOU
- りゅうちぇる

## 主なスタッフ
第3回放送分
- 構成：倉本美津留、市川十億衛門、本多アシタ、まちゅぴちゅ（まちゅ→第3回）
- ナレーター：デーヴ・フロム（第3回）
- TP：深谷高史
- SW：小林光行
- CAM：宮本直也（第3回）
- VE：原啓教
- 音声：片山勇
- 照明：香川和代
- 美術：上野貴弘（読売テレビ、第3回、第2回はデザイン）
- 美術制作：永田勝明
- 美術進行：三上貴子
- 編集：中澤丈
- MA：伊藤敬一
- 音効：鈴木宗寿
- リサーチ：コラボレーション
- 協力：ニューテレス、フジアール、アイディアリミックスクラブ、SpEED、麻布プラザ、Nextry、adec（adec→第3回）
- 宣伝：倉西伸武・折原加奈（2人共読売テレビ、倉西→第3回）
- デスク：宮代さつき（読売テレビ）
- AP：西堀梓（第3回）
- ディレクター：米澤照明、村崎冬季（共に第3回、村崎→第2回はプロデューサー）
- チーフディレクター：古市誠（第3回、第2回はディレクター）
- プロデューサー：田中雅博（読売テレビ）、大熊一郎、小宮山徹
- チーフプロデューサー・演出：前西和成（読売テレビ）
- 制作協力：オフィス・トゥー・ワン
- 制作著作：読売テレビ

### 過去のスタッフ
- ナレーター：山崎岳彦（第2回）
- CAM：小出豊（第2回）
- 美術：山本真平（読売テレビ、第2回）
- 宣伝：小林杏奈（読売テレビ、第2回）

## 放送時間
第1回
- 木曜23:59 - 翌0:54（JST）

第2回
- 木曜22:50 - 23:50（JST）

第3回
- 木曜21:00 - 22:54（JST）